# Aiceona pallida
Aiceona pallida är en insektsart. Aiceona pallida ingår i släktet Aiceona och familjen långrörsbladlöss. Inga underarter finns listade i Catalogue of Life.